# Nelerereng
Nelerereng is een bestuurslaag in het regentschap Flores Timur van de provincie Oost-Nusa Tenggara, Indonesië. Nelerereng telt 287 inwoners (volkstelling 2010).